# Jozef Fojtík
Jozef Fojtík (* 1. února 1940 Vráble) je bývalý slovenský fotbalista, útočník a záložník.

## Fotbalová kariéra
V československé lize hrál za Slovan Nitra. Nastoupil ve 47 ligových utkáních a dal 2 ligové góly. V nižších soutěžích hrál také za Spartak Vráble.

## Ligová bilance
| Ročník                                   | Zápasy | Góly | Klub         |
| ---------------------------------------- | ------ | ---- | ------------ |
| 1. československá fotbalová liga 1959/60 | 22     | 0    | Slovan Nitra |
| 1. československá fotbalová liga 1962/63 | 25     | 2    | Slovan Nitra |
| CELKEM                                   | 47     | 2    |              |